# Hugo Eckener
Hugo Eckner, född 10 augusti 1868 i Flensburg, död 14 augusti 1954 i Friedrichshafen, var en tysk luftskeppskonstruktör.

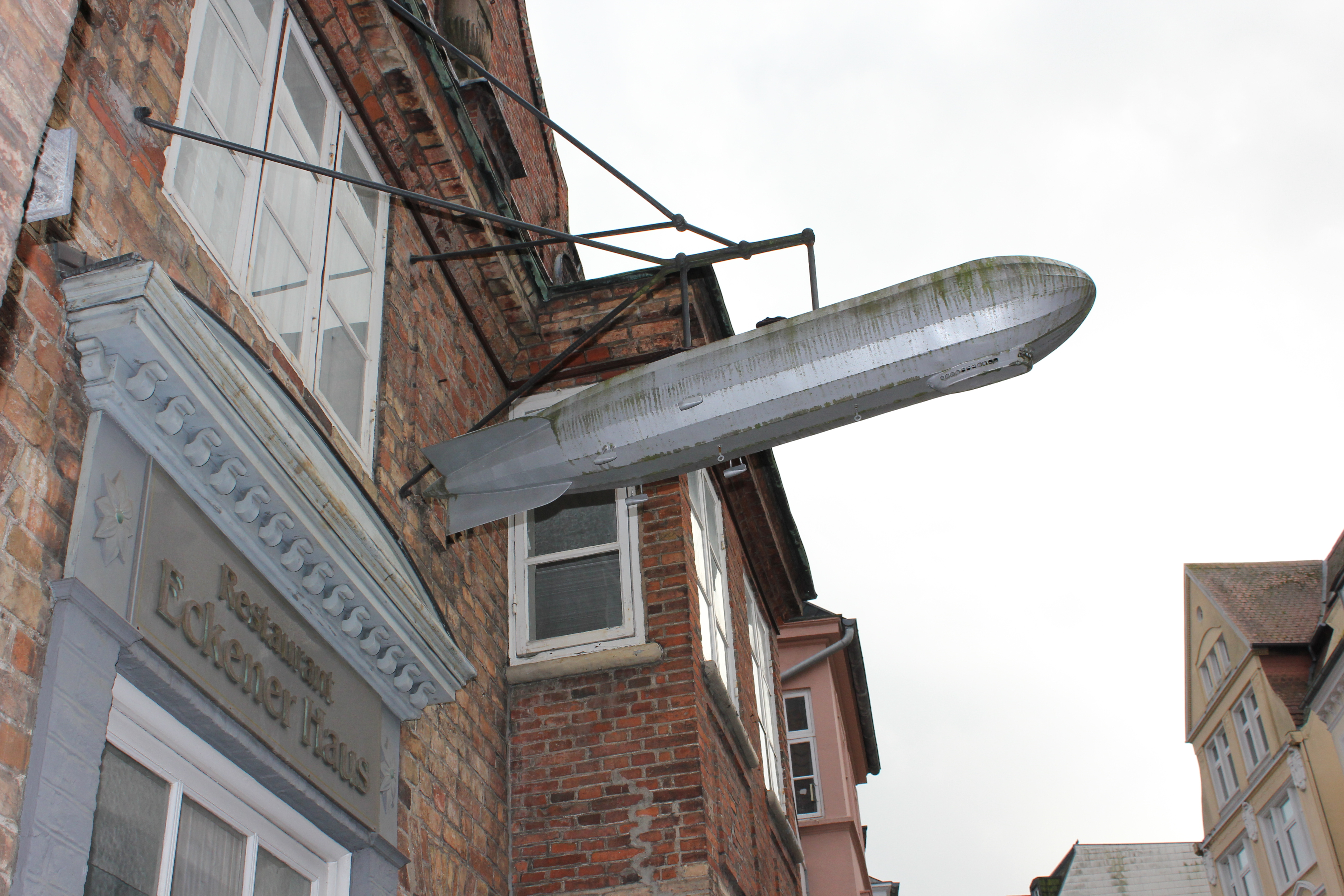
Eckener Haus (Flensburg)

Eckener studerade historia och nationalekonomi och lärde i Friedrichshafen känna Ferdinand von Zeppelin, för vilken han blev anställd som författare. Från 1908 tillhörde han Zeppelinsällskapet och övertog 1910 avdelningen för flygteknikens utveckling, blev 1911 chef för Deutsche Luftschifffahrts A.-G., samt var under första världskriget chef för flottans luftskeppsavdelning. 1919 var kapten på LZ 120 Bodensee som på hösten genomförde enda landningen av en zeppelinare i Sverige.
Från 1920 tillhörde han ledningen av Zeppelinsällskapet. Eckener företog flera uppmärksammade flygningar med luftskepp, såsom 12-14 oktober 1924 med ZR. III från Friedrichshafen till New York (Lakehurst), och världsomflygningen med LZ 127 Graf Zeppelin från Friedrichshafen med mellanlandningar i Tokyo, Los Angeles, Lakehurst till Friedrichshaften på en tid av 20 dygn och 4 timmar.
Senare konstruerade han bland annat luftfartyget LZ 129 Hindenburg (zeppelinare) som var det största som någonsin byggts.